# Stefan Silberberger
Stefan Silberberger (* 16. Februar oder 16. November 1877 in Reith bei Brixlegg; † 12. Februar 1965 in Kramsach) war ein österreichischer Bildhauer.

## Leben
Silberbergers Vater war der Gymnasialprofessor Georg Mayr, ein Nachfahre des Freiheitskämpfers Peter Mayr, seine Mutter Maria eine Bauerntochter aus Reith bei Brixlegg. Er besuchte die Volksschule in Brixlegg und danach die Staatsgewerbeschule in Innsbruck und die Fachschule für Bildhauerei und Steinbearbeitung in Laas. Anschließend begab er sich auf Wanderschaft und arbeitete in Wien, Prag, Brünn, Dresden, Berlin, Kiel, Hamburg, wo er am Bismarck-Denkmal mitarbeitete, München und Salzburg bei Leo von Moos. Am 24. November 1908 heiratete er Regina Koubek aus Krummau in Böhmen, die er in seinen Wanderjahren kennengelernt hatte, und ließ sich mit ihr in Kitzbühel nieder. Das Paar bekam drei Söhne.
Von 1908 bis 1930 war er als Bildhauer in Kitzbühel tätig, wo er mit Alfons Walde, Alfons Petzold, Thomas Riß und Gustinus Ambrosi Freundschaft schloss. Im Ersten Weltkrieg wurde er als Zugsführer im I. Landsturmregiment in Serbien und Südtirol eingesetzt. Nach dem Tod seiner Frau zog er 1930 nach Kramsach in das Haus seiner Mutter und heiratete Josephine Grassinger. Er starb 1965 in Kramsach und wurde auf dem Friedhof Mariathal beigesetzt.
Silberberger schuf Werke in Stein, Marmor und Holz. Insbesondere in und um Kitzbühel finden sich zahlreiche seiner Arbeiten, wie Kriegerdenkmäler, Bildstöcke, Kruzifixe, geschnitzte Wappen und Gartenplastiken.

## Werke
- Kriegerdenkmal, Jochberg, um 1920

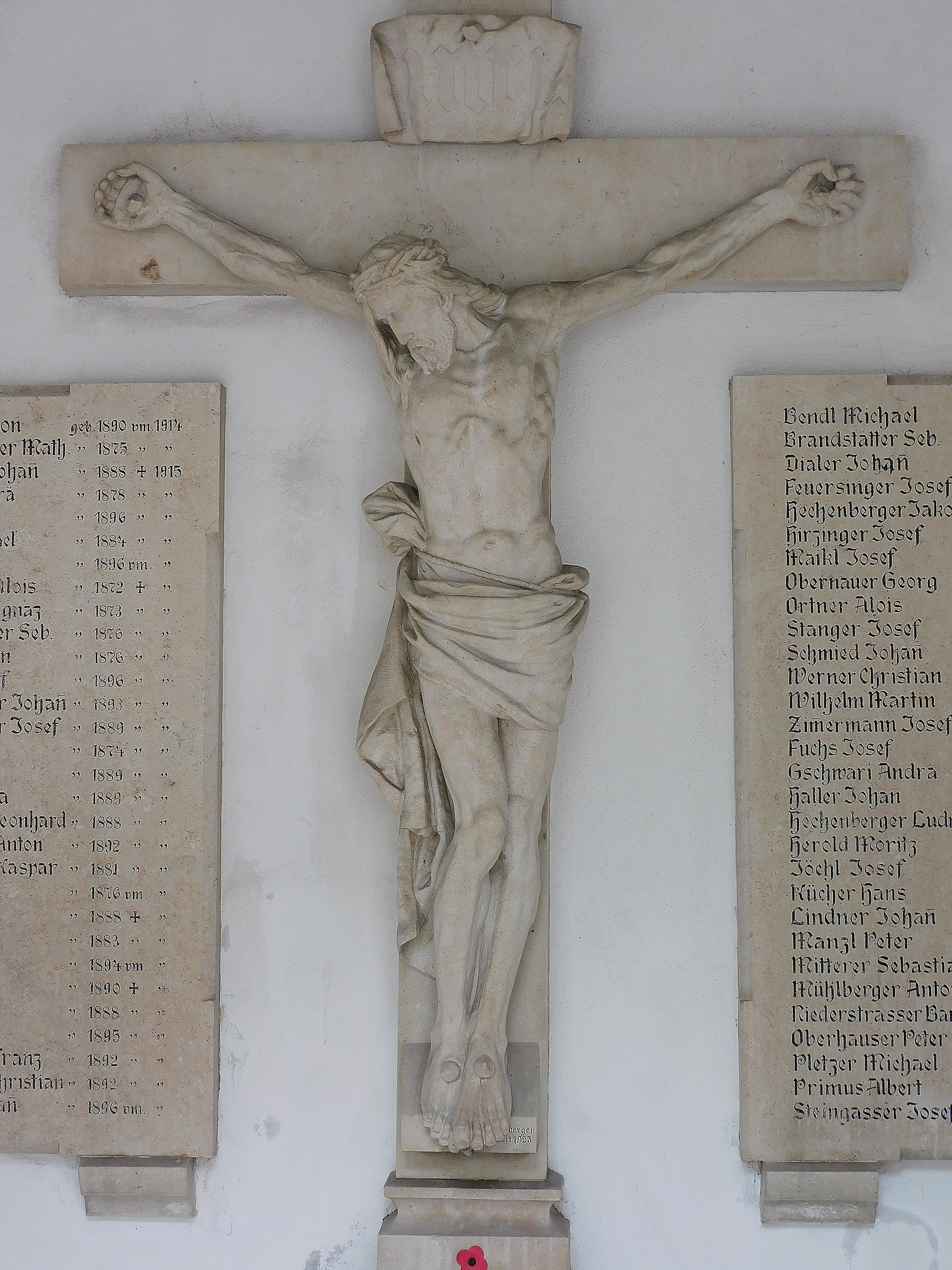
Kruzifix in der Kapelle Unser Herr auf der Stiege, Kitzbühel (1923)

- Kriegerdenkmal, Reith bei Kitzbühel, um 1920
- Steinkruzifix, Kapelle Unser Herr auf der Stiege (Kriegerdenkmal), Kitzbühel, 1923[3]
- Kriegerdenkmal mit Relief der Pietà, Burghof Mariastein, 1925
- Kriegerdenkmal, Aurach bei Kitzbühel, 1929
- Steinreliefs, Gedenksäule für Hans von Pienzenau, Unterlangkampfen, 1930[4]
- Gedenktafel für Peter Karl Thurwieser am Gemeindeamt Kramsach (ursprünglich Teil einer Brunnenanlage), 1952[5]
- Speckbacher-Relief, Heimatmuseum Kitzbühel